# Gyöngyöspatai vár
A gyöngyöspatai vár egy mára elpusztult kora Árpád-kori nemzetségfői erődítés Gyöngyöspata közelében, a Mátra déli oldalán.

## Fekvése
A vár a falu központjától 400 méterre északkeletre fekvő Várhegyen található. A 260 méteres tengerszint feletti magasságú domb mintegy 60 méterrel emelkedik környezete fölé. Nyugatról és délről a Danka-patak határolja.

## Története
A vár a fennmaradt Árpád-kori oklevelekben nem szerepel, az írásos források közül egyedül Anonymus említi művének 32. fejezetében:
„Akkor Árpád vezér nagy földet adott Ednek és Edöménnek a Mátra-erdőben, ahol az unokájuk, Pata később várat épített. Az ő sarjadékukból származott hosszú idő után Sámuel király is, akit kegyességéért Abának hívtak." Pata vezér Taksony fejedelem idejében élt, a vár építését tehát a 10. század első felére tehetjük. Ezt régészeti leletek (kerámia, a sánc szerkezete) is alátámasztják. Bóna István szerint azonban a falu, temploma és temetője is csak a 11. században alakult ki, így ő a vár keletkezését is erre az időszakra teszi. Valószínűleg a 13. században már elpusztult, mivel egy 1275-ös oklevél a falu birtokosait említi (Pata fia, Demeter és Pata fia, Pata), de a várat nem.
Az 1460-as években a várat a husziták rövid ideig újra használatba vették, részben újjáépítették. Ennek néhány 15. századi kerámialelet és okleveles források a bizonyítékai. Giskra alvezérei, Zagyvafői Andriskó és Urik 1460. április 24-én elfoglalták a területet, az itteni fából épült várkastélyt pedig megerősítették, ami vélhetően fa palánk és saroktornyok építését jelentette. Az erősségben ezután 600 gyalogos és lovas tartózkodott, így a huszita portyák egyik fontos kiindulópontjává vált. Mátyás király utasítására 1460 májusában Rozgonyi Sebestyén és Héderváry László egri püspök csapatai - mintegy 2000 fő - sikertelenül ostromolták. Végül a király vezetésével legyőzték a huszitákat. Az ostrom és az azt követő rombolás után a vár már nem épült újjá.

## Kutatása
A vár első tudományos alapú leírója Bartalos Gyula, aki 1885-ben és 1909-ben írt a szerinte az őskori váraknál fiatalabb korú várról. Soós Elemér 1911-ben írt egy kisebb tanulmányt a várról, majd Pásztor József 1911-ben, 1928-ban és 1933-ban megjelent könyveiben is említette azt. 1965-ben és 1971-ben Kovács Béla végzett itt ásatásokat, ő megismerve a sánc szerkezetét, kerámialeletek alapján megállapította a vár 10. századi eredetét. Az 1970-es évek elején több alkalommal Szabó János Győző, 1983-ban Sándorfi György, az 1980-as évek elején pedig Dénes József és Skerletz Iván foglalkoztak a várral.

## Leírása
A vár két részből áll: a felső vár kisebb (1,27 hektár), bár a környező váraknál jóval nagyobb. Az ennél mintegy 8 méterrel alacsonyabb szinten fekvő alsó vár pedig még nagyobb (6 hektár) kiterjedésű.
A kör alakú felső vár 400 méter hosszú védműveit Kovács Béla tárta fel. Külső eleme egy 4,5 méter széles, 1,5 méter mély, V alakú árok. Az innen kitermelt földet annak külső peremén halmozták fel. Az árok belső szélétől 1,5-2 méterre egy 80–100 cm széles, ismeretlen magasságú kőfal nyomai fedezhetőek fel. Ezen belül húzódott a széles talpú (16-17 méteres alapszélesség), fából, vörösre égetett földből és kőből rakott sánc. A sánc rekeszeit 20–25 cm átmérőjű, 2-3 méter hosszú, elszenesedett állapotban feltárt gerendák alkották. A gerendákat egymásra keresztben fektették és egymással összekapcsolták. A rekeszeket kővel és földdel töltötték ki.
Az alsó vár területe mezőgazdasági művelés alatt áll. Sáncai lepusztultak, csak azok északnyugati indítása maradt fenn.